# Kamenica (Valjevo)
Kamenica (Servisch cyrillisch Каменица) is een plaats in de Servische gemeente Valjevo. De plaats telt 1005 inwoners (2002).

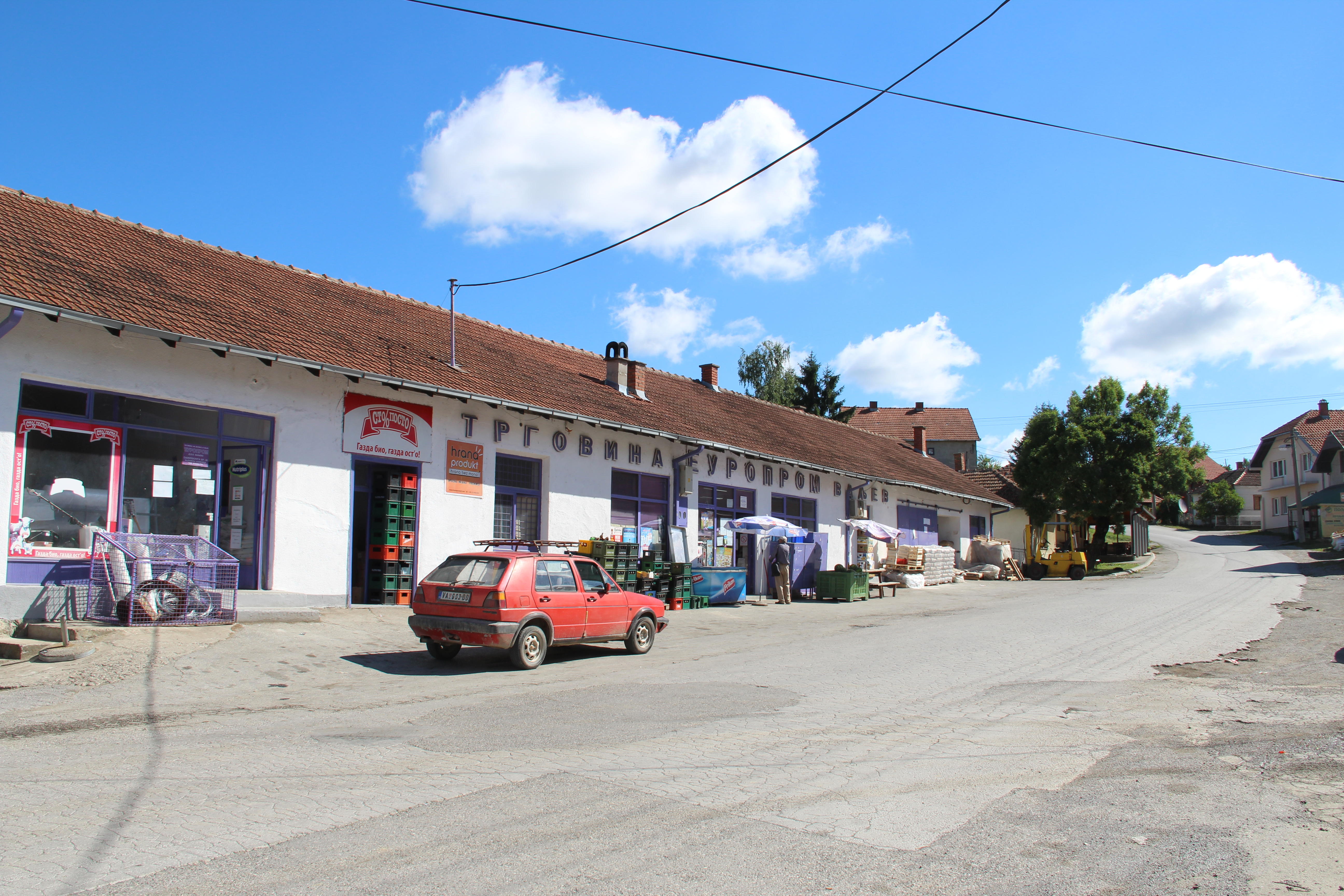
Valjevska Kamenica - Panorama
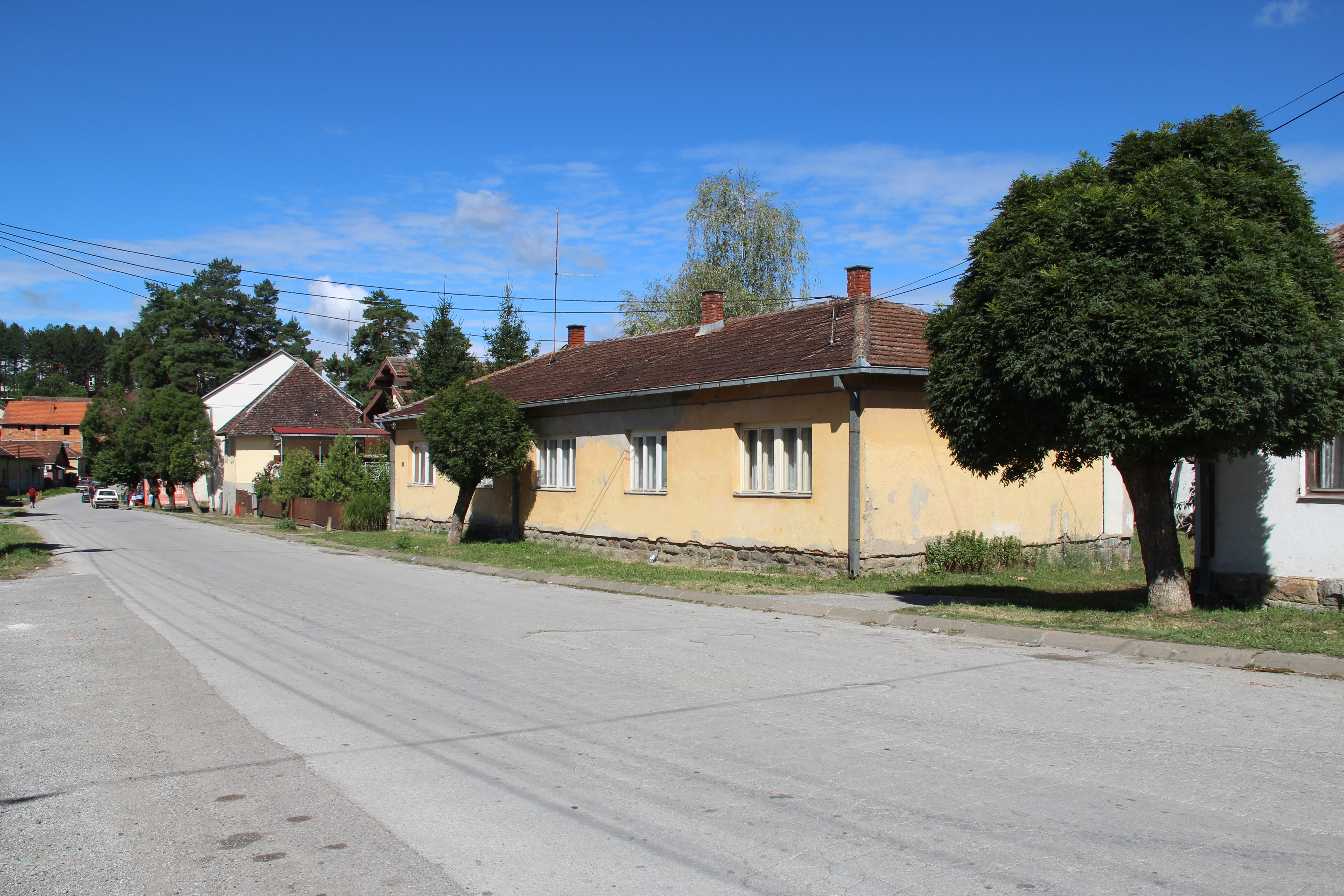
Valjevska Kamenica - Panorama
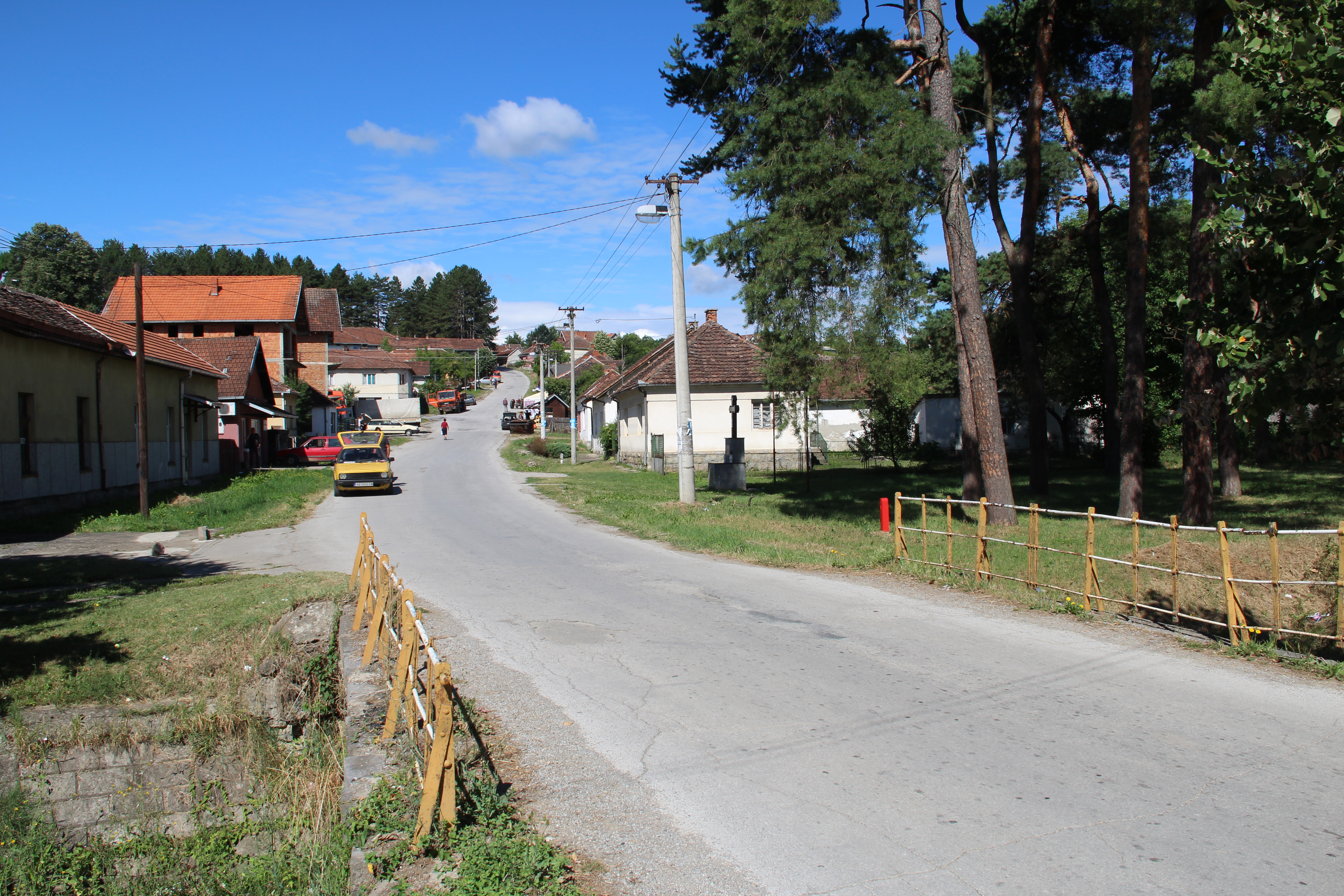
Valjevska Kamenica - Panorama
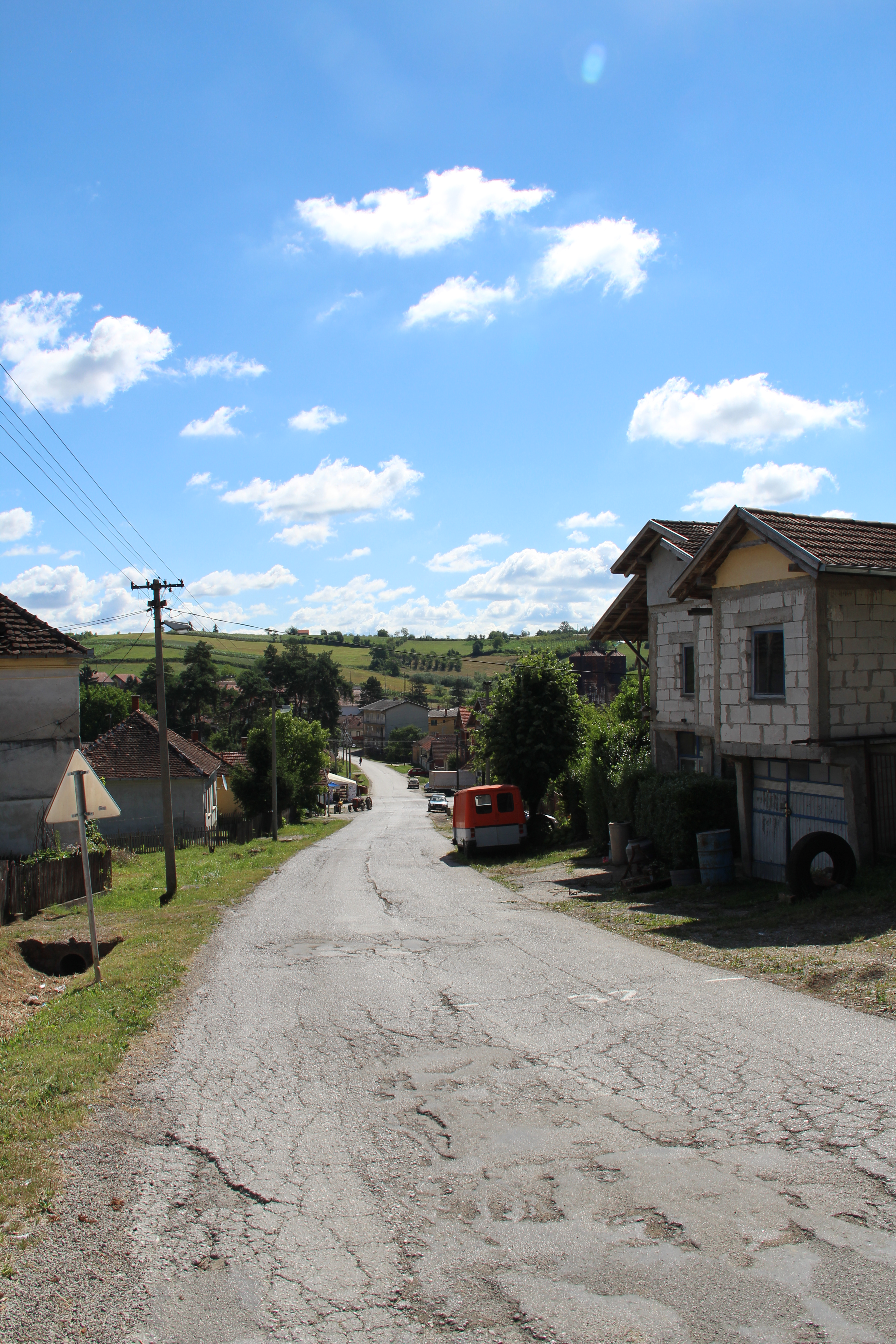
Valjevska Kamenica - Panorama
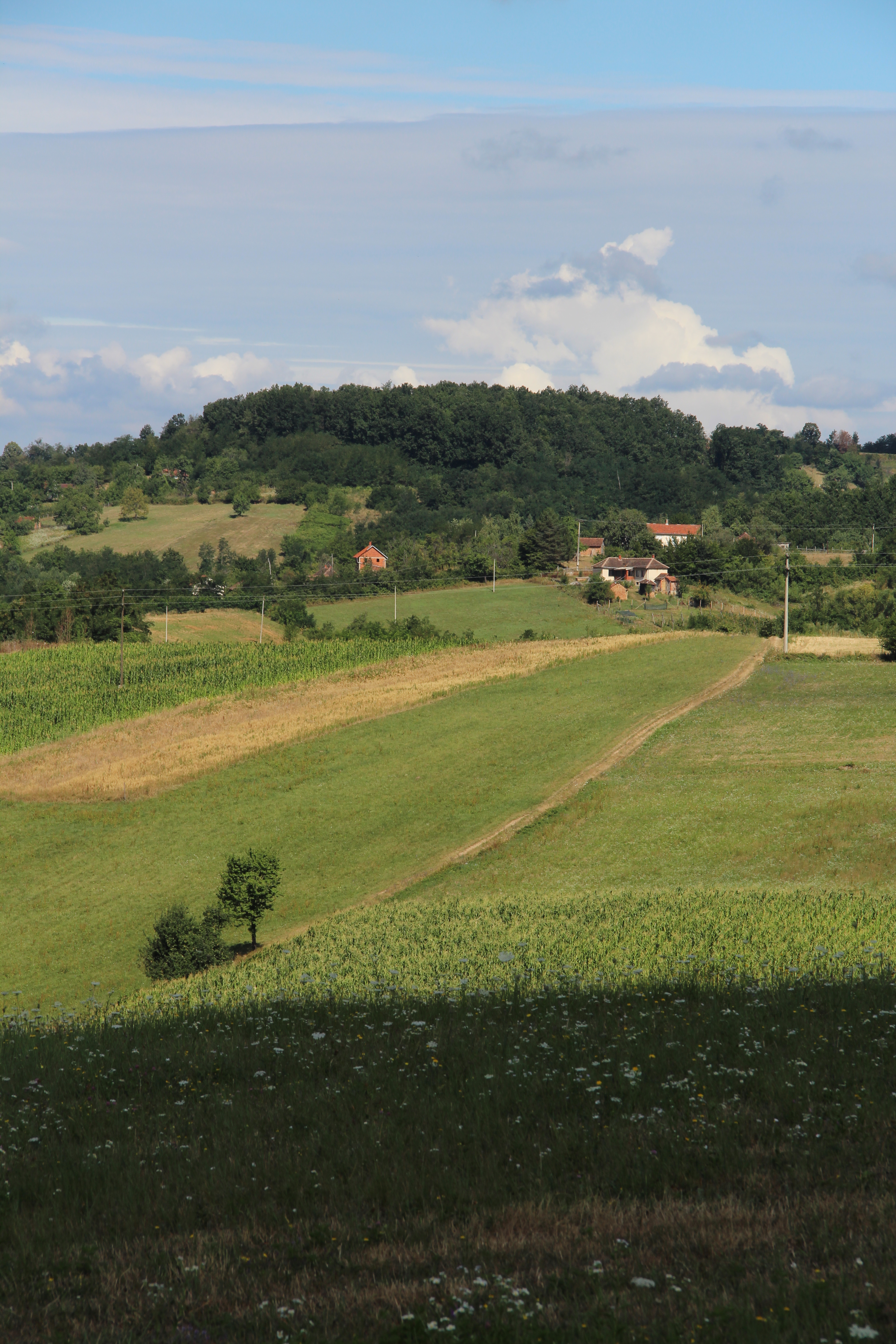
Valjevska Kamenica - Panorama
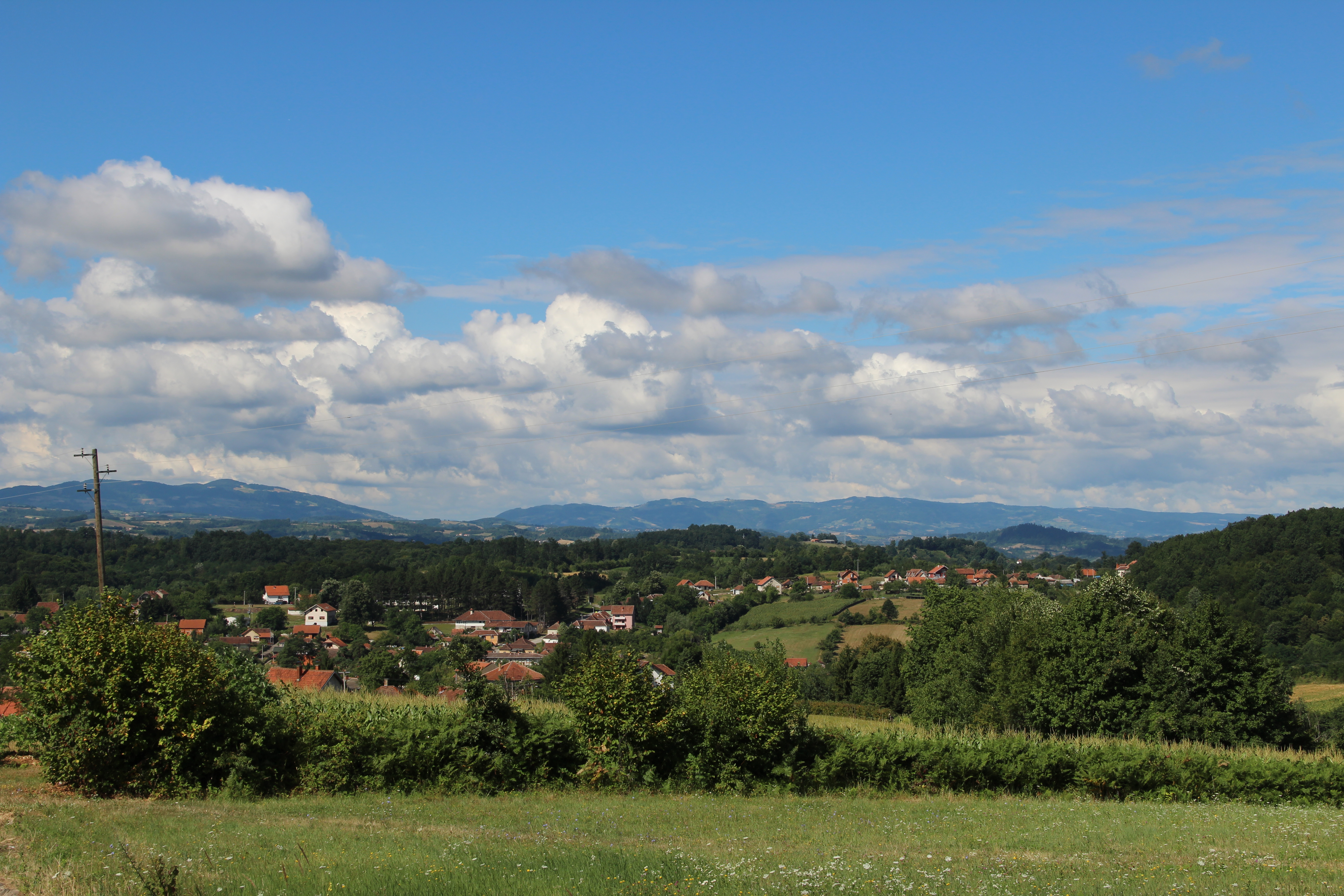
Valjevska Kamenica - Panorama
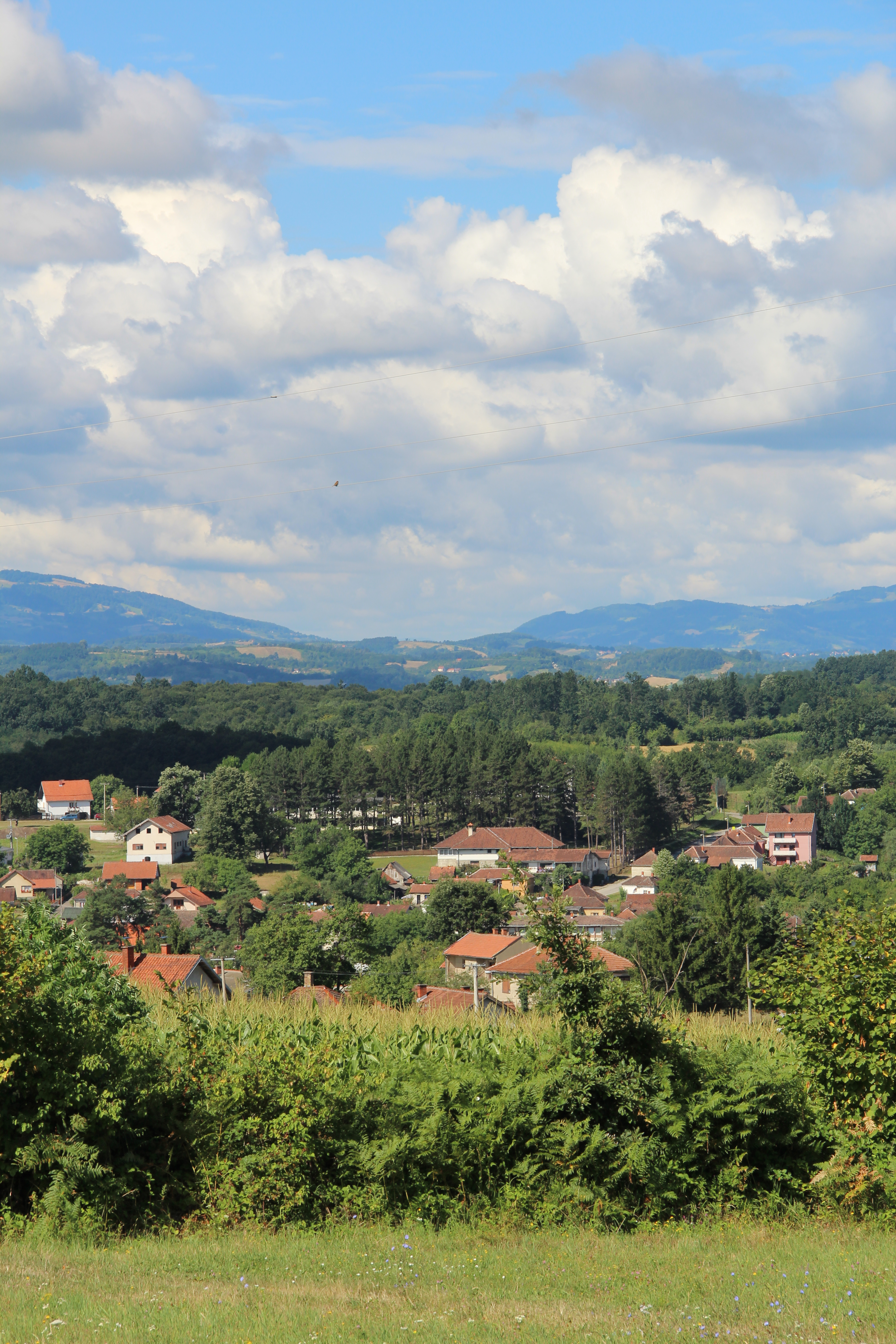
Valjevska Kamenica - Panorama
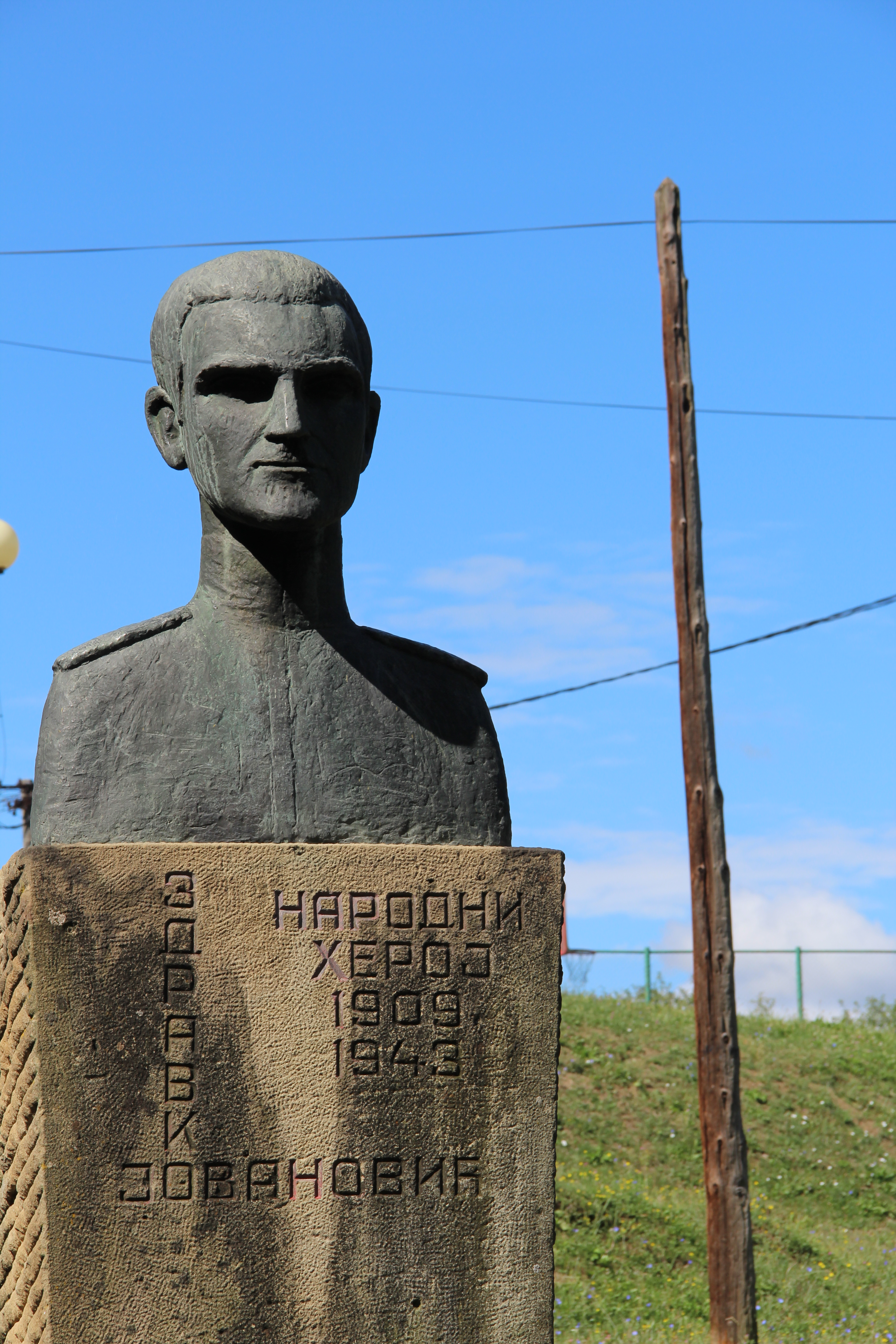
Valjevska Kamenica - Monument Zdravko Jovanovic (Vida Jocic)